# Епархия Трухильо (Гондурас)
Епархия Трухильо (лат. Dioecesis Truxillensis in Honduria) — епархия Римско-католической церкви с центром в городе Трухильо, Гондурас. Епархия Трухильо входит в митрополию Сан-Педро-Сулы. Кафедральным собором епархии Трухильо является церковь святого Иоанна Крестителя.

## История
3 июля 1987 года Римский папа Иоанн Павел II издал буллу «Pro Supremi», которой учредил епархию Трухильо, выделив её из епархии Сан-Педро-Сулы.

## Ординарии епархии
- епископ Virgilio López Irias O.F.M.[1] (3.07.1987 — 22.06.2004);
- епископ Luis Felipe Solé Fa C.M. (18.03.2005 — 10.03.2023, в отставке);
- епископ Jenry Orlando Ruiz Mora (10.03.2023 — по настоящее время).

## Источник
- Annuario Pontificio, Libreria Editrice Vaticana, Città del Vaticano, 2003, ISBN 88-209-7422-3
- Булла Pro Supremi  (лат.)